# فدریکو لوپی
فدریکو لوپی (انگلیسی: Federico Luppi؛ زادهٔ ۲۳ فوریهٔ ۱۹۳۶) بازیگر اهل آرژانتین است.
از فیلم‌ها یا برنامه‌های تلویزیونی که وی در آن نقش داشته است، می‌توان به برف سیاه، هیچ‌کس پس از مرگمان از ما یاد نخواهد کرد، بیگانه، هزارتوی پن، دوست‌دختر، ستون فقرات شیطان، زمان انتقام و بد کمپانی اشاره کرد.
وی همچنین برندهٔ جوایزی همچون جایزه انداس شده است.